# Championnat de Saint-Vincent-et-les-Grenadines de football
Le championnat de football de Saint-Vincent-et-les-Grenadines est la principale compétition footballistique nationale. Elle est créée en 1998. 

## Palmarès

### Par édition
- 1998-1999 : Camdonia Chelsea (en)
- De 1999 à 2003 : Non disputé
- 2003-2004 : Hope International (en)
- 2004-2005 : Universal Mufflers Samba
- 2005-2006 : Hope International (en)
- 2006-2007 : Non disputé
- 2007-2008 : Championnat non terminé
- 2008-2009 : Non disputé
- 2009-2010 : Avenues United (en)
- 2010-2011 : Avenues United (en)
- 2012 : Avenues United (en)
- 2013-2014 : Pastures FC (en)
- 2014-2015 : Hope International (en)
- 2016 : System 3 FC (en)
- 2017 : Avenues United (en)
- 2018-2019 : Pastures FC (en)
- 2019-2020 : Hope International (en)
- 2020-2021 : Championnat non terminé
- 2021-2022 : Non disputé
- 2022-2023 : Jebelle FC

### Bilan par club
| Clubs                    | Titres | Années                 |
| ------------------------ | ------ | ---------------------- |
| Avenues United (en)      | 4      | 2010, 2011, 2012, 2017 |
| Hope International (en)  | 4      | 2004, 2006, 2015, 2020 |
| Pastures FC (en)         | 2      | 2014, 2019             |
| Camdonia Chelsea (en)    | 1      | 1999                   |
| Universal Mufflers Samba | 1      | 2005                   |
| System 3 FC (en)         | 1      | 2016                   |
| Jebelle FC               | 1      | 2023                   |